# NGC 578
NGC 578 este o galaxie spirală situată în constelația Balena. A fost descoperită în 11 noiembrie 1835 de către John Herschel.